# Массирование огня
Массирование огня — концентрация огневого воздействия артиллерии и других огневых средств войскового соединения, объединения или группы боевых кораблей в целях повышения вероятности нанесения поражения войскам и объектам противника за минимальное время.
Массирование огня широко применялось советской артиллерией при организации артиллерийского наступления во время Великой Отечественной войны.

## Применение
Массирование огня не исключает манёвра огнём и артиллерийскими частями, а для своего осуществления требует развёртывания группировки необходимых огневых средств.
- в обороне массирование огня нередко используется при отражении атак неприятеля перед передним краем обороны, проведении контрподготовки, при организации контратак и контрударов[1].
- в контрнаступлении и наступлении массирование огня используется на направлении главного удара в течение всех этапов огневого поражения неприятельских сил[1].
- в морских сражениях оно применяется для уничтожения крупных надводных кораблей противника и других важных целей[2].